# Chris Klodnicki
Christopher „Chris“ Klodnicki (* 11. Mai 1985 in Camden, New Jersey) ist ein professioneller US-amerikanischer Pokerspieler.
Klodnicki hat sich mit Poker bei Live-Turnieren knapp 11 Millionen US-Dollar erspielt. Er ist zweifacher Braceletgewinner der World Series of Poker.

## Persönliches
Klodnicki machte an der Lehigh University in Bethlehem, Pennsylvania, einen Abschluss in Finanzwissenschaften. Später arbeitete er als Diener. Klodnicki ist Vater eines Sohnes und lebt in Los Angeles.

## Pokerkarriere

### Werdegang
Klodnicki begann im Jahr 2003 mit Poker, nachdem er das Spiel von seinem Bruder gelernt hatte. Er spielte von August 2006 bis Mai 2017 online unter den Nicknames SLOPPYKLOD (PokerStars), MrDoggy (Full Tilt Poker) und Leon_Black (UltimateBet). Dabei hatte er Turniergewinne von mehr als 2,5 Millionen US-Dollar aufzuweisen. Auf der Plattform GGPoker nutzt der Amerikaner seinen echten Namen und hat sich bislang knapp 7,5 Millionen US-Dollar erspielt.
Seine erste Geldplatzierung bei einem Live-Turnier erzielte Klodnicki Mitte Oktober 2005 in Verona im US-Bundesstaat New York. Im Juni 2007 war er erstmals bei der World Series of Poker (WSOP) im Rio All-Suite Hotel and Casino am Las Vegas Strip erfolgreich und kam bei einem Turnier der Variante No Limit Hold’em ins Geld. Bei der WSOP 2008 erreichte er im Main Event den siebten Turniertag und verpasste mit seinem zwölften Platz nur knapp den Finaltisch. Für diese Leistung erhielt der Amerikaner knapp 600.000 US-Dollar Preisgeld. Mitte November 2008 gewann er das Borgata Deep Stack in Atlantic City mit einer Siegprämie von rund 230.000 US-Dollar. Im Dezember 2009 sicherte sich Klodnicki einen Ring beim WSOP-Circuit in Atlantic City mitsamt 215.000 US-Dollar Preisgeld. Mitte Dezember 2011 gewann der Amerikaner das Main Event der Epic Poker League im Palms Casino Resort am Las Vegas Strip mit einer Siegprämie von mehr als 800.000 US-Dollar. Bei der WSOP 2012 belegte er bei der renommierten Poker Player’s Championship hinter Michael Mizrachi den zweiten Platz und erhielt ein Preisgeld von knapp 900.000 US-Dollar. Ende Juni 2013 wurde Klodnicki beim High Roller for One Drop der WSOP Zweiter hinter Anthony Gregg, was ihm sein bisher größtes Preisgeld in Höhe von knapp 3 Millionen US-Dollar einbrachte. Anfang März 2015 erreichte der Amerikaner beim Main Event der World Poker Tour in Los Angeles den Finaltisch und landete dort auf dem dritten Platz für rund 450.000 US-Dollar. Bei der WSOP 2017 gewann er ein Event in No Limit Hold’em und sicherte sich ein Bracelet sowie knapp 430.000 US-Dollar Siegprämie. Mitte Juli 2019 wurde Klodnicki beim Main Event der Card Player Poker Tour Vierter und erhielt rund 180.000 US-Dollar. Bei der mittlerweile im Horseshoe Las Vegas und Paris Las Vegas ausgespielten WSOP 2023 entschied er das Secret Bounty mit einer Siegprämie von mehr als 730.000 US-Dollar für sich und erhielt sein zweites Bracelet.

### Preisgeldübersicht
| Jahr      | Preisgeld (in $) | Turniersiege |
| --------- | ---------------- | ------------ |
| 2005      | 20.981           | 0            |
| 2006      | 13.931           | 0            |
| 2007      | 11.253           | 0            |
| 2008      | 973.532          | 1            |
| 2009      | 358.721          | 1            |
| 2010      | 472.399          | 0            |
| 2011      | 979.064          | 1            |
| 2012      | 1.101.569        | 1            |
| 2013      | 3.256.651        | 0            |
| 2014      | 311.745          | 0            |
| 2015      | 797.768          | 0            |
| 2016      | 569.573          | 0            |
| 2017      | 587.032          | 1            |
| 2018      | 122.883          | 0            |
| 2019      | 526.623          | 1            |
| 2020–2021 | 0                | 0            |
| 2022      | 12.100           | 0            |
| 2023      | 737.192          | 1            |
| gesamt    | 10.853.017       | 7            |

### Braceletübersicht
Klodnicki kam bei der WSOP 73-mal ins Geld und gewann zwei Bracelets:
| Jahr | Buy-in (in $) | Turnier                        | Teilnehmer | Preisgeld (in $) |
| ---- | ------------- | ------------------------------ | ---------- | ---------------- |
| 2017 | 01.500        | No-Limit Hold’em               | 1956       | 428.423          |
| 2023 | 10.000        | Secret Bounty No-Limit Hold’em | 0568       | 733.317          |